# Fie Woller
Fie Woller (født 17. september 1992) er en dansk håndboldspiller, der spiller for den Rumænske klub ASC Corona Brașov og tidligere det danske kvindelandshold. Hun spiller venstre fløj og kan spille venstre back. Ved årsskiftet 2016-17 skifter hun til tyske SG BBM Bietigheim. I sommeren 2022 skifter Fie Woller på en fritransfer til København Håndbold for hele sæsonen 2022-23.
Woller spillede på U19 landsholdet i 2011, og vandt EM og samtidig kom hun på all-star holdet som venstre fløj. Hun fik debut på A-landsholdet til GF World Cup 2011 i første kamp mod Rusland.
Hun blev i sæsonen 13/14 kåret til årets unge spiller i EHF Champions League.
Hun er tvillingesøster til Cecilie Woller, der spiller i tyske SV Union Halle-Neustadt.